# شین تاکاماتسو
 شین تاکاماتسو (انگلیسی: Shin Takamatsu؛ زادهٔ ۵ اوت ۱۹۴۸) یک معمار اهل ژاپن است. 